# Єнбек (Жетисайський район)
Єнбе́к (каз. Еңбек) — село у складі Жетисайського району Туркестанської області Казахстану. Входить до складу Каракайського сільського округу.
У радянські часи село було частиною села Бригада № 3 отділення № 5 совхоза Красна Звезда.
Населення — 401 особа (2021; 57 у 2009, 0 у 1999, 108 у 1989).